# Auguste Chapdelaine
Auguste Chapdelaine, eller Ma Lai, född 6 februari 1814 i La Rochelle-Normande, Frankrike, död 29 februari 1856 i Xilin, Guangxi, Kina, var en fransk romersk-katolsk präst och tillika missionär i Kina tillhörande prästkongregationen det parisiska yttremissionssällskapet. Han dödades för sin tros skull i södra Kina. Auguste Chapdelaine vördas som helgon inom Romersk-katolska kyrkan. Hans minnesdag firas den 27 februari.

## Verksamhet i Kina
Auguste Chapdelaine lämnade Frankrike 1852 för att arbeta för den katolska missionen i provinsen Guangxi i Kina. Efter en vistelse i Guangzhou, kom han till Guangxis huvudstad Guiyang under våren 1854. I december åkte han tillsammans med Lu Tingmei till byn Yaoshan i Xilin, där han träffade den lokala församlingen som bestod av ungefär 300 katoliker. Han firade mässan den 8 december. Tio dagar efter sin ankomst blev han arresterad och satt i Xilins häradshäkte. Efter 16 eller 18 dagar blev han frisläppt.

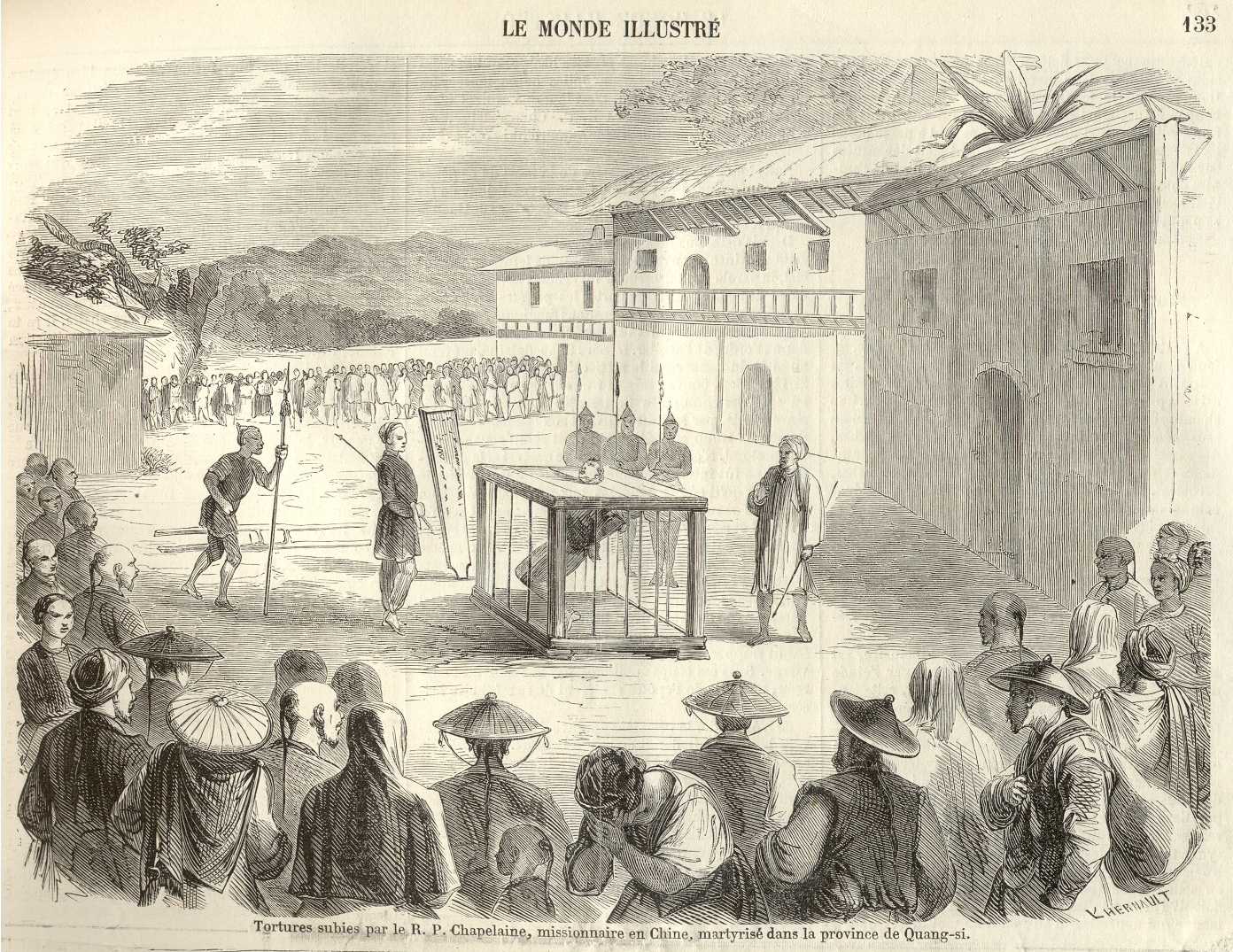
Samtida fransk teckning av Chapdelaines avrättning.

I början av 1855 lämnade han Guizhou, men kom tillbaka till provinsen i december samma år. Där blev han den 22 februari 1856 angiven av en släkting till en nyligen konverterad person. De kristna uppmanade Auguste att fly, men han svarade att de bara skulle få lida ännu mer om han gjorde det. På order av Zhang Mingfeng, Yaoshans nye mandarin, blev Auguste och några kinesiska kristna arresterade tre dagar senare. Anklagelserna gick ut på att han var pervers och rättfärdigade brott. Auguste blev pryglad och placerad i en liten järnbur, som hängdes upp vid fängelseporten. Han var redan död då man hämtade ut honom för att halshugga honom. Hans lik kastades till djuren.

## Politiska följder
Efter en fransk diplomatisk påtryckning blev mandarinen senare degraderad. Händelsen användes som förevändning för det franska engagemanget i andra opiumkriget (1856-1860).
Artikel 13 i Tianjin-fördraget undertecknades när kriget var över. Då beviljades kristna att sprida sin tro och etablera sig i den inre delen av Kina, samt att skaffa sig egendom där.

## Helgonförklaring
Auguste Chapdelaine blev saligförklarad 1900 och helgonförklarad av påve Johannes Paulus II den 1 oktober 2000. Tillsammans med Auguste Chapdelaine helgonförklarades 120 kinesiska martyrer.
Två dagar efter helgonförklaringen, den 3 oktober 2000, reagerade Nya Kina med ett pressbudskap som målade upp en mycket negativ bild av Chapdelaine.

## Översättning
Den här artikeln är helt eller delvis baserad på material från norska Wikipedia (bokmål/riksmål), Auguste Chapdelaine, 19 december 2008.